# Сахацкий, Вячеслав Антонович
Вячесла́в Анто́нович Сахацкий (22 июля 1865 — после 1917) — русский офицер, герой Первой мировой войны.

## Биография
Православный.
Получил домашнее образование. Окончил Виленское пехотное юнкерское училище (1887), откуда был выпущен подпоручиком в 107-й пехотный Троицкий полк.
Чины: поручик (1891), штабс-капитан (за отличие, 1898), капитан (1900), подполковник (1912), полковник (1914).
Окончил Офицерскую стрелковую школу.
Участвовал в русско-японской войне, находился в составе гарнизона Порт-Артура при обороне крепости.
На 1 января 1909 состоял в 28-м Восточно-Сибирском стрелковом полку. На 1 января 1910 и 1 ноября 1911 — в 11-м стрелковом полку.
С 15 мая 1913 года служил в 36-м пехотном Орловском полку, с которым вступил в Первую мировую войну. Был награждён Георгиевским оружием
За то, что в бою 14 августа 1914 г. под сильным огнём противника, выбил его из окопов и занял позицию на высоте. Получив приказание держаться на этой высоте, под губительным огнём артиллерии и пехоты, успешно отбил несколько атак противника и нанес ему большой урон, удержал позицию за собою.
и орденом Святого Георгия 4-й степени
За то, что 6 октября 1914 г., командуя 4-м баталионом, переправился на понтонах у с. Высоцко через р. Сан и занял позицию на неприятельском берегу в 500 шагах от противника, с рассветом атаковал значительно превосходные силы противника и под жестоким артиллерийским, ружейным и пулеметным огнём, выбил его штыками из двух рядов окопов, причем захватил два пулемета и 300 человек пленных, прочно утвердился на неприятельском берегу и тем обеспечил другим частям переправу на левый берег р. Сана.
С 15 июня 1916 командовал 259-м пехотным запасным батальоном.
Судьба после 1917 года неизвестна.

## Награды
- Орден Святого Станислава 3-й ст. с мечами и бантом (1905);
- Орден Святой Анны 3-й ст. (1907);
- Орден Святого Станислава 2-й ст. (1911);
- Георгиевское оружие (ВП 09.03.1915);
- Орден Святого Георгия 4-й ст. (ВП 19.05.1915).